# 植物解剖學
植物解剖學是一门研究植物的內部構造，從而瞭解植物體各部之功能的学科，通常研究現生植物。
植物高度演化，其結構上及功能上的特化，於植株外部反應了其身體的分化，在內部則反應於不同類別的細胞、組織、組織系統、器官等。
早期的植物解剖學被涵納在描述植物的外形及外部構造的植物形態學之中，大約在20世紀中期方被考慮為一獨立的學門，具有專門的研究領域，並被認為是專門研究植物內部構造的科學。現代的植物解剖學經常是細胞層級的顯微構造，即組織切片、顯微鏡學相關議題等。

## 研究範圍
解剖學常常作如下的分類：依器官、組織、細胞等等作為研究主題。下列為常見的研究課題及相關的細胞及組織：

### 器官
通常以器官來作為較大的解剖學分支，較常見者如木材解剖學。
- 花：花萼、花瓣/花冠、雄花器、雌花器
- 葉
- 莖
- 果實/種子：胚珠 (種子之發育)、果皮、假果等各種果實。
- 木材解剖：樹皮、木栓層、韌皮部、維管束形成層、心材與邊材、枝瘤
- 根

### 細胞及組織
植物體各部各具特色及功能，而又互為一體，加上可能各部位之間能互為轉變，使得在解剖學裡去區分細胞與組織等分類方法變得有些不合適，但以研究來說，這樣的分類能提供我們去瞭解細胞與組織的分化機制，以及它們所處於植物體位置之關係，更深遠地，可以去理解相似的或不相似的分類群之關係。

#### 組織系統
1875年，J. Sachs 提出植物體內的三個組織系統：表層系統、維管束系統、基本系統
- 表層系統 (dermal system)[2]：包覆植物體外表，提供保護功能的表皮組織；經常位於表皮內側，具次生加厚的細胞壁以支持表皮的周皮組織。
- 維管束系統 (vascular system)[2]：負責輸導的木質部 (傳輸水份) 及韌皮部 (運送食物)。
- 基本系統 (fundamental or ground system)[2]：成了植物體中基本的部份，但因分布不同部位，而有程度不等的分化 (特化)。最常見的是薄壁組織、厚角組織、厚壁組織。

#### 常見的細胞及組織類型
- 表皮組織[2]：植物體在初生生長階段，其表面由表皮細胞覆蓋。到了次生生長階段通常會由周皮組織取代。因應這種位於表面的狀態，表皮細胞具有一些特性：

- 細胞的形狀可能多樣，但是通常是表格狀的排列方式；
- 其他種類的表皮細胞常見的有：氣孔的保衛細胞、各種由表皮發育的毛茸 (trichome，例如根毛)。
- 表皮組織可能會含有分泌的細胞及厚壁細胞。
- 表皮組織在地上(空中，aerial)部份的外壁外被角質層覆蓋，而外壁、某些部份、或整個細胞的細胞壁會有角質化現象。
- 表皮組織為植物體提供機械性保護，並且與蒸散作用、通氣作用有關。

- 周皮組織[2]：由木栓組織、木栓形成層、栓皮層所構成。

- 木栓形成層發生於具有次生生長的中軸器官的表面，亦即其來源為次生生長。它會朝外分生出木栓組織，朝內生成栓皮層。
- 栓皮層可能數量極少或闕如。栓皮層通常由薄壁細胞組成。
- 木栓細胞通常呈格子狀，排列緻密，成熟時無原生質體，細胞壁木栓化。

- 薄壁組織[2]：

- 通常存在於根、莖皮層，也存在於葉肉中，呈現連續性的組織，源自皮層、髓、葉者為初生生長；有些薄壁組織在維管束組織中，為縱向束狀、放射狀，為初生生長。
- 薄壁細胞的特色為活細胞，具有生長及分裂的能力。
- 最常見為多角形，亦有星形或長形的細胞。
- 細胞壁為初生壁，且不具次生壁。
- 薄壁組織相關的作用：光合作用、多種物質的儲藏、癒傷作用、不定構造的始原(如不定根、不定芽)。
- 薄壁細胞可能特化為分泌構造或排泄構造。

- 厚角組織[2]：通常位於莖的皮層成束或連續的柱狀，或者在葉的柄沿葉脈分布到葉片。在根部則極為罕見。它是與薄壁組織極相關的活組織，或有學者以為它是薄壁組織的一類，特化而作為植物幼期的支持構造。

- 厚角細胞的形狀多樣，從短小的稜鏡形至長形都有。
- 最主要的特徵是其細胞壁為不均勻加厚的初生壁。

- 厚壁組織[2]：厚壁組織的分布可能是連續性的大團、或者細胞數量少的一群、甚或是埋在眾多其他細胞中的單一細胞。它可能生成於初生生長或次生生長的植物體的任何一個部位，是成熟植物體部位的主要的支持元素。

- 厚壁細胞具極厚且通常為木質化的次生壁，成熟時不具原生質體。
- 具二種形式：硬壁細胞及纖維。硬壁細胞的形狀由多角形至長形，形狀多樣；纖維細胞則通常是細瘦長形。

- 木質部[2]：與韌皮部密切聯繫且通達整個植物體，是一種構造、功能都極其複雜的組織，具有多種功能各異的細胞。

- 木質部的主要功能為：輸導水份、儲藏、支持。
- 木質部以其來源看，可能為初生的或次生的。
- 主要的輸導水份之細胞為管胞與導管細胞；導管細胞頭尾相接連成導管。
- 儲存功能主要是薄壁細胞，通常是排列成縱向，在次生木質部中為射線。
- 機械性的細胞主要為纖維細胞及硬壁細胞。

- 韌皮部[2]：具有多種細胞，是個複雜的組織。與木質部同時產生，整個植物皆有分布。

- 主要功能為輸導、儲存養份、支持。
- 其來源有初生的初生韌皮部或次生的次生韌皮部。
- 主要的輸導組織有篩胞及篩管細胞，二者在成熟後皆不具細胞核。篩管細胞頭尾相連結成為篩管，並與伴細胞相關。伴細胞為特殊的薄壁細胞。
- 其他的薄壁細胞多呈縱向排列。次生韌皮部亦具有薄壁細胞，即為射線。

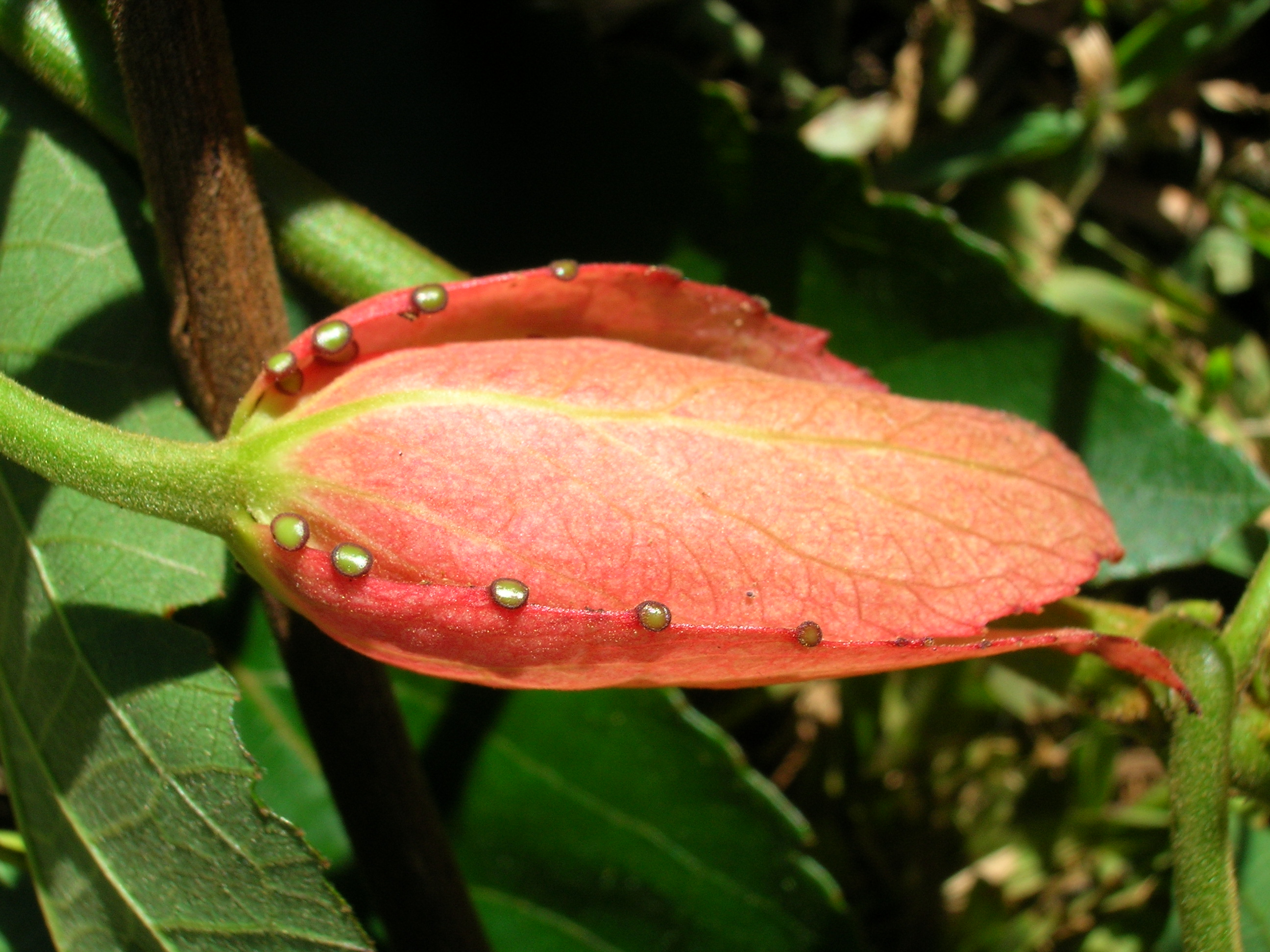
紅西蕃蓮 (Passiflora vitifolia Kuntze)苞片邊緣的花外蜜腺。

- 支持的組織有纖維及硬壁細胞。

- 分泌構造[2]：會產生各種分泌物的細胞為分泌細胞，並不會形成明顯的組織"形狀"，可能出現在其他的初生或次生的組織中，可能是單一細胞、成群、成列出現、並以多少"成形組織"(definitely organized) 發生於植物體的表面。

- 植物體表的分泌細胞主要是腺狀的表皮細胞、毛茸、腺體，例如花部的蜜腺、花外的蜜腺、某些泌水器、及消化腺。這些腺體通常分化為位於表面的分泌細胞，與非分泌細胞，非分泌細胞負責支持整個腺體。
- 位於植物內部的分泌構造有：分泌細胞、細胞間腔(隙)、內襯分泌細胞的管道 (如松脂管)、分泌腔 (由分泌細胞之崩解形成，如油腔)。
- 泌乳細胞(或組織)可能應算在植物內部的分泌構造。
- 泌乳組織可以是通常為分枝狀的單一細胞、或是藉細胞壁部份融解而排成長列，前者被為 nonarticulated laticifer，後者則稱為 articulated laticifer。
- 泌乳細胞的分泌物稱為乳膠，可能含高量的橡膠。
- 泌乳細胞通常為多核的。

## 歷史
- 西元前300年，泰奧弗拉斯托斯寫了大量的植物學專論，僅其二遺留至今，雖然不能禁得起文藝復興時期科學的檢驗，但他發展出了形態及分類的概念。
- 瑞士的醫師及植物學家加斯柏·鮑欣在植物的分類中，引介了二名法，1596年所出版的 《Pinax theatri botanici》是第一個使用二名法命名植物的專著。其分類的標準包括了植物間的自然關係，這些關係極大一部份是指形態構造而言。
- 義大利的醫師與顯微鏡專家马尔切洛·马尔皮吉是植物解剖學的二位奠基者之一， 1671年他出版了《植物解剖學》(Anatomia Plantarum) 是自亞里斯多德以來在植物學上的一重大進步。
- 英國醫師尼希米·格鲁，植物解剖學的二位奠基者之一，於1672年出版了《植物哲學史構想》(An Idea of a Philosophical History of Plants)，以及於1682年的《植物解剖學》(The Anatomy of Plants)。他雖然稱細胞為小囊泡 (vesicle)、小囊 (bladder)，但被認為是最早辨識出植物細胞的人。他也是最早正確鑑識出植物的性器官－花，及花部的人。
- 十八世紀，林奈根據植物的構造與其早期的解剖研究，建立起植物分類學，雖然他所使用的特徵在後來的比較及分化上的科學價值已經改變，但林奈所建立的基礎原理仍是極為重要。1753年他出版了《植物種誌》。
- 法國植物學家夏尔-弗朗索瓦·布里索·德米爾貝爾於1802年出版了《植物解剖學及生理學專論》(Traité d'anatomie et de physiologie végétale)，成為植物細胞學的肇始人。
- 約翰·雅各布·保羅·莫登霍爾 (Johann Jacob Paul Moldenhawer) 於1812年出版《植物解剖學》(Beyträge zur Anatomie der Pflanzen)，描述植物組織的顯微研究。
- 1813年，瑞士的植物學者奥古斯丁·彼拉姆斯·德堪多出版《植物學基礎理論》(Théorie élémentaire de la botanique)，應該以解剖學而非生理學作為植物分類的依據。根據此種科學的基礎他以植物構造作為植物屬的定義以及區分界線。
- 1830年，弗蘭茨·邁恩出版了第一篇植物解剖學的回顧性文獻，《植物解剖學》(Phytotomie)。
- 1838年，德國的植物學者，馬蒂亞斯·雅各布·施萊登出版了《植物發生論》(Contributions to Phytogenesis) 敍及「較低等的植物皆為單一細胞構成，而高等的植物則由許多的細胞所組成」，這個論述確立了也承續了米爾貝爾的研究。
- 德國-波蘭的植物學者爱德华·斯特拉斯伯格記錄了植物細胞的有絲分裂，並進一步說明了，新的細胞之核只能由另一個早已存在的核分裂出。他的《原生質研究》(Studien über Protoplasma) 於1876年出版。
- 德國植物學者戈特利布·哈伯兰特研究植物生理學，將植物組織根據其功能分類。在此基礎上，他於188年發表《植物生理解剖學》(Physiologische Pflanzenanatomie)，其中他提到植物組織的12個系統——吸收系、機械系、光合系等等。
- 英國的古植物學者鄧肯菲爾德·亨利·史考特 (Dunkinfield Henry Scott) 與威廉·克勞馥·威廉森 (William Crawford Williamson) 在十九世紀末描述了化石植物。史考特於1900年出版了《化石植物學研究》(Studies in Fossil Botany)。
- 加拿大植物學者 愛德華·查爾斯·傑佛瑞 (Edward Charles Jeffrey) 研究植物的比較解剖學以及不同的維管束植物群之親緣關係，延續達爾文的《物種起源》理論，採用植物的外形及構造建立了數種演化世系，1917年出版了《木本植物解剖學》(The Anatomy of Woody Plants)。
- 英國的植物學家阿湼斯·亞貝 (Agnes Arber) 是植物比較解剖學的先驅，她在1920年出版了《水生植物：水生被子植物研究》(Water Plants: A Study of Aquatic Angiosperms)、1925年出版《單子葉植物：形態研究》(Monocotyledons: A Morphological Study) 、以及1934年出版《禾本科：縠類、竹類、禾草類之研究》(The Gramineae: A Study of Cereal, Bamboo and Grass)。
- 二次世界大戰後，美國的凱瑟琳·伊索 (Katherine Esau) 出版了 《植物解剖學》(1953)成為美國及世界各地的大學最權威的教科書，直至2006年，仍不斷地再版。

## 參閱
- 生物層級：生物的基本單元由生態學的角度來看為個體，以植物來說，解剖學及形態學關心的是植物體的外形及構造，並關心其作用 (植物生理學)以及作用跟構造、外形之間的互相關係。因而組成植物體的器官、組織、細胞等層級，並延伸至細胞的次組成 (如胞器、生物膜，以及如細胞壁等之後生物質) 之構造、功用成為解剖學關心的議題。
- 植物形態學
- 植物生理學
- 顯微鏡學、電子顯微鏡
- 組織切片

## 延伸閱讀
- Eames, Arthur Johnson and MacDaniels, Laurence H. (1947) An Introduction to Plant Anatomy McGraw-Hill, New York
- Esau, Katherine (1965) Plant Anatomy (2nd edition) Wiley, New York

## 外部連結
- Farabee, M.J. (2001) "Plants and their structure" Estrella Mountain Community College, Phoenix, Arizona
- Botanical Visual Glossary